# Ďaťkovo
Ďaťkovo (rusky Дятьково) je město v Brjanské oblasti v Ruské federaci. Při sčítání lidu v roce 2010 mělo bezmála třicet tisíc obyvatel.

## Poloha
Ďaťkovo leží na jižních svazích Smolensko-moskevské vrchoviny na potoce Olešně, který se nedaleko vlévá do řeky Bolvy, přítoku Desny v povodí Dněpru.

## Dějiny
První zmínka je z roku 1626.
V roce 1938 došlo k povýšení na město.
Za druhé světové války obsadila v říjnu 1941 město armáda nacistického Německa. Sovětským partyzánům se nad ním podařilo získat kontrolu v únoru 1942, ovšem v červnu 1942 se města opět museli vzdát. Ke konečnému vyhnání německé armády tak došlo až v září 1943.